# Sarcinodes yeni
Sarcinodes yeni är en fjärilsart som beskrevs av Manfred Sommerer 1996. Sarcinodes yeni ingår i släktet Sarcinodes och familjen mätare. Inga underarter finns listade.